# Parveen Babi
Parveen Babi (4 kwietnia 1954 w Junagadh, zm. 20 stycznia 2005 w Bombaju) – indyjska aktorka.

## Życiorys
Pochodziła z rodziny panującej w księstwie Junagadh w okresie zwierzchności brytyjskiej w Indiach. W połowie lat 70. stała się jedną z najpopularniejszych aktorek Bollywood, kreując w wielu filmach role silnych kobiet, obojętnych na sztywne normy obyczajowe. W najsłynniejszych filmach partnerował jej aktor Amitabh Bachchan.
Utraciwszy dużą popularność, zawiesiła karierę filmową i wyjechała na kilka lat do USA. Po powrocie cierpiała na obsesyjną obawę morderstwa, oskarżając o spisek na jej życie zarówno dawnego partnera filmowego Bachchana, jak i znanych polityków ze świata, m.in. Ala Gore’a.
Zmarła w niewyjaśnionych okolicznościach; sąsiedzi zaniepokojeni kilkudniowym brakiem znaku życia wezwali policję, a aktorka została znaleziona martwa w swojej rezydencji. Prawdopodobnie zmarła śmiercią naturalną.

## Wybrana filmografia
- Deewaar (1975)
- Amar Akbar Anthony (1977)
- Pati Patni Aur Woh (1978)
- Suhaag (1979)
- Kaala Patthar (1979)
- Desh Premee (1982)